# Ochotona sikimaria
Ochotona sikimaria és una espècie de lagomorf de la família dels ocotònids. Es tracta d'una pica endèmica de les muntanyes de Sikkim (Índia), on viu a altituds d'entre 2.600 i 4.754 msnm. Els seus hàbitats naturals van des dels boscos mixtos de coníferes fins a l'estatge subalpí. És un herbívor generalista. Es calcula que divergí dels seus parents més propers fa aproximadament 1,3 milions d'anys, durant un període d'aixecament de l'Himàlaia.